# دانیل ال-کونین
دانیل بوریسوویچ ال-کونین، (به روسی: Даниил Борисович Эльконин) روان‌شناس روس است که در دولت شوروی فعالیت می‌کرد و خود را مارکسیست می‌دانست. نظریات وی غالبا متاسی از پیاژه بود تا با نظریات مارکس درباره انسان در تضاد نباشد.
وی در ۱۶ فوریه ۱۹۰۴ در پولتاوا به دنیا آمد و در ۴ اکتبر ۱۹۸۸ میلادی در مسکو درگذشت.